# Mer?en?...
Mer?en?... (fl. XVIII-XVII secolo a.C.) è stato un sovrano egizio, inserito nella XIV dinastia, di cui si conosce solo tale parte del suo nome.

## Biografia
Questo sovrano, come molti altri della stessa dinastia, è conosciuto solamente attraverso il Canone Reale.
Il testo del Canone Reale, redatto in scrittura ieratica utilizza, nel nome di questo sovrano, alcuni simboli di cui non si conosce il riscontro nella forma geroglifica e di cui non si conosce il valore fonetico (tali simboli sono stati indicati con il simbolo () ).

## Liste Reali
| () | () | G7 | HASH |

| () | () | G7 | HASH |

| () | () | G7 | HASH |

| () | () | G7 | HASH |

| () | () | G7 | HASH |

| () | () | G7 | HASH |

| () | () | G7 | HASH |

| () | () | G7 | HASH |

## Cronologia
| Periodo                    | Dinastia | periodo di regno                            |
| Secondo periodo intermedio | XIV      | tra il 1720 a.C. e il 1630 a.C. (± 50 anni) |

| predecessore: Nib... | Signore del Basso e dell'Alto Egitto | successore : Penensetensetep |

| Dinastie contemporanee | Capitale |
| XIII                   | Ity Tawy |